# Stazione di Borgo Maggiore
La stazione di Borgo Maggiore era una stazione ferroviaria situata lungo la linea a scartamento ridotto Rimini-San Marino, a servizio del castello di Borgo Maggiore, a San Marino.

## Storia
La stazione fu inaugurata insieme alla linea il 12 giugno 1932 e rimase attiva fino al 12 luglio 1944.
A causa degli ingenti danni provocati dai bombardamenti avvenuti durante la seconda guerra mondiale, né la stazione né la linea stessa vennero più riattivate. Il fabbricato viaggiatori è stato lasciato in stato di abbandono fino agli anni sessanta, quando si decise di demolirlo insieme al magazzino merci.

## Strutture e impianti
La stazione era dotata da un fabbricato viaggiatori, due binari e un magazzino merci. Attualmente non rimane traccia dell'infrastruttura: il fabbricato viaggiatori ed il magazzino merci vennero demoliti negli anni sessanta, oramai ruderi dei bombardamenti della seconda guerra mondiale, al posto della stazione (compreso il luogo dove sorgevano il magazzino merci) ospita un parcheggio per automobili e sull'ex sedime ferroviario è stata costruita una strada.